# 철권 (비디오 게임)
《철권》(일본어: 鉄拳, Tekken, Iron Fist)은 남코의 대전 격투 게임인 철권 시리즈의 1번째 작품이다. 1994년 12월 9일 아케이드 게임으로 첫 선을 보였고, 1995년 3월 31일에는 플레이스테이션으로 이식되어 발매되었다.

## 등장인물
| 디폴트 캐릭터 - 요시미츠(중간보스는 간류) 의적단 두목. - 니나 윌리엄스(중간보스는 안나 윌리엄스) 암살자. - 카즈야 미시마(중간보스는 리 차오랑) 미시마 재벌의 후계자. 아버지 헤이하치 미시마를 저지하기 위해 철권 토너먼트에 참가했다. - 양산형 잭(중간보스는 프로토 타입의 잭) 러시아에서 개발한 전투용 로봇 - 폴 피닉스(중간보스는 쿠마) 권법가 - 미셸 창(중간보스는 쿠니미츠) 헤이하치의 부하 직원과 인디언 여자 사이에서 태어난 사생아. - 마샬 로우(중간보스는 왕 진레이) 화족 권법가. 폴 피닉스와 항상 함께 한다. - 킹(중간보스는 아머킹) 고아 출신 프로레슬러 최종 보스(아케이드에선 선택 불능) - 헤이하치 미시마 - 미시마 재벌의 총수. | 중간 보스 캐릭터(아케이드에선 선택 불능) - 리 차오랑 헤이하치 미시마의 양아들. 원래는 헤이하치 미시마가 자신의 외아들인 카즈야 미시마의 경쟁상대로서 입양해 키웠다. - 쿠마 헤이하치 미시마의 경호용 곰. - 왕 진레이 헤이하치 미시마의 아버지인 진파치 미시마의 친구. - 안나 윌리엄스 니나 윌리엄스의 동생. - 아머 킹 킹의 프로레슬링 동료. - 프로트 타입 잭 러시아에서 개발한 전투용 로봇으로 양산형 잭보다 성능이 강화되었다. - 간류 스모선수. 미셸 창을 짝사랑한다. - 쿠니미츠 요시미츠의 수하. 최종 보스 (헤이하치 사용 시)（아케이드에선 낮은 확률로 사용가능） - 데빌 카즈야 - 카즈야 미시마가 각성하여 악마로 변신한 모습. |

## 맵 설정
철권의 맵에서는 11개의 장소가 있으며 그 장소에서 대결이 끝나면 다음장소로 이동해 대결을 한다. 예를 들어
교토(일본)→앙코르와트(캄보디아)→마린 스타디움(일본)→마뉴먼트밸리(미국)→아크로폴리스(그리스)→피지(피지)→사천성(중국)→킹조지섬(남극)→베네치아(이탈리아)→시카고(미국)→윈더미어(영국)→교토(일본)이렇게 바뀌는 형식이다. 단 PS1판에서는 최종보스(미시마 헤이하치,데빌 카즈야)가 등장할때는 다음장소로 이동되지 않고 특정장소 3곳중 (교토, 앙코르와트, 베네치아) 1장소로 이동이 된다.
단 아케이드판은 다음장소로 이동이 가능하다.

## 기타
- 아케이드 경우에는 2P대전에서 숫자대신 과일로 설정하면 팩맨의 과일아이템이 차례대로 등장한다. 연승마다 스테이지의 과일이 등장한다. (앵두->딸기->배1->배2->...) 이 설정은 철권2까지 이어졌다.
- 타임 업 (Time up!)이 되면 K.O.되듯이 쓰러져 버리는 설정이 있었지만, 2부터는 쓰러지지 않는걸로 바꾸어 컨티뉴상태에서는 좌절이나 분한 자세로 바꾼다. 단 로저(/알렉스)와 프로토타입 잭은 쓰러져 버리는 장면을 그대로 사용하였다.
- 철권1에서는 요시미츠의 중간보스는 쿠니미츠가 아니라 간류다. 따라서, 미셀 창의 중간보스는 쿠니미츠다.
- 아케이드판과 PS판은 배경음이 다르다.
- 패배 후에 누워있는 패배자와 함께 바닥화면이 뜨고 화면 밑에 푸른 글자 YOU LOSE가 계속 있으면서 CONTINUE? 9부터 시작하여 0이 되면 게임 오버가 된다.
- 플레이스테이션 이식판은 제작사가 NAMCO와 NAMCOT 두가지 버전으로 발매되었다. 가정용게임기에서만 사용하던 NAMCOT로 선발매되었다가 가정용,아케이드용 구분없이 NAMCO로 변경되면서 이후에는 NAMCO로 발매되었다.(CD표지에 미세한 차이가 존재한다)

## 평가
| 평가 |               |
| --- | ------------- |
| 평론 점수 평론사 점수 에지 9 / 10 [ 1 ] 패미츠 38 / 40 (PS) [ 2 ] [ 3 ] IGN 7.5 / 10 (PS) [ 4 ] Maximum (PS) [ 5 ] |               |
| 평론 점수 |               |
| 평론사 | 점수          |
| 에지 | 9 / 10        |
| 패미츠 | 38 / 40 (PS)  |
| IGN | 7.5 / 10 (PS) |
| Maximum | (PS)          |